# Baclayon

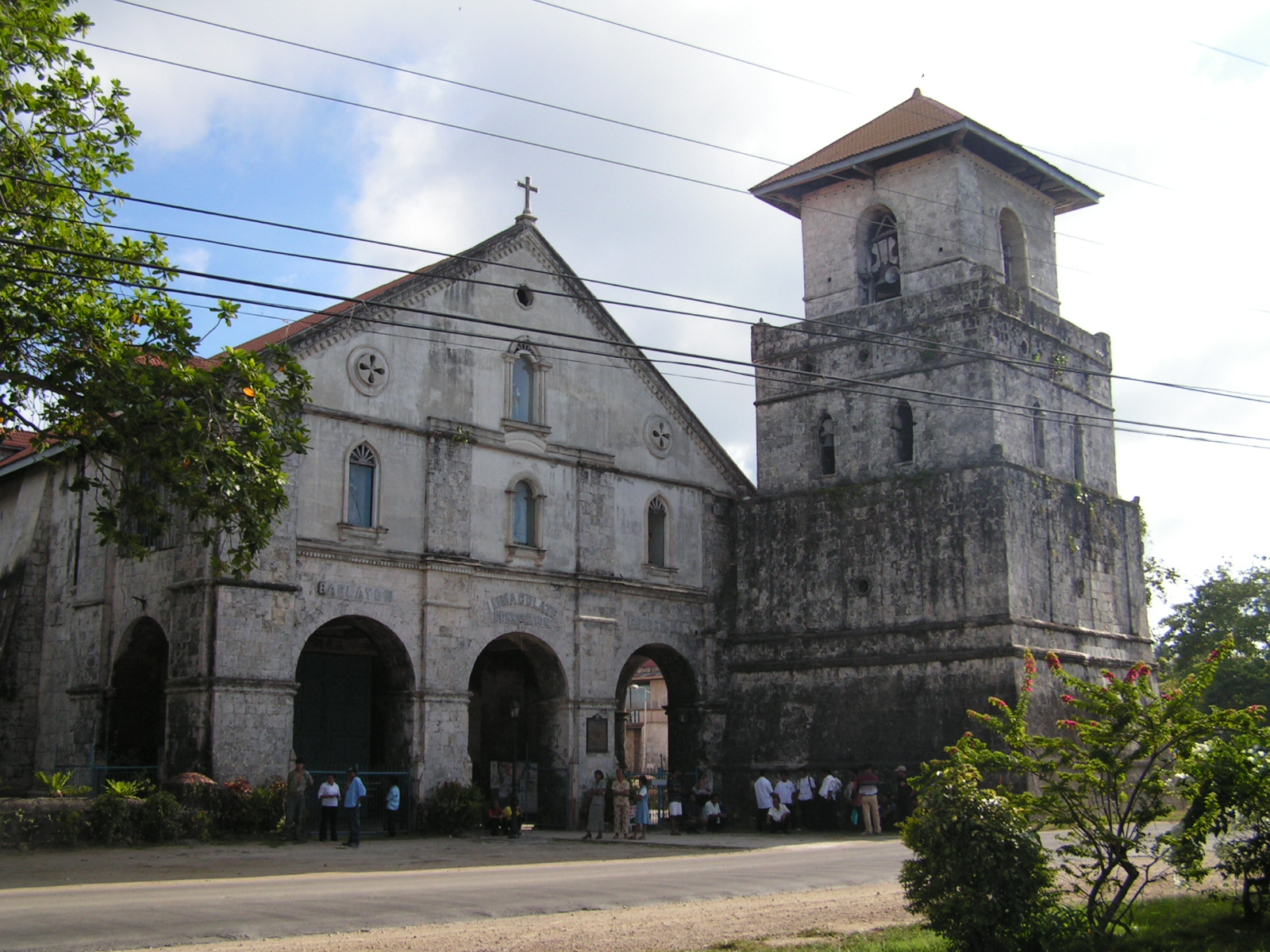
Église de Baclayon

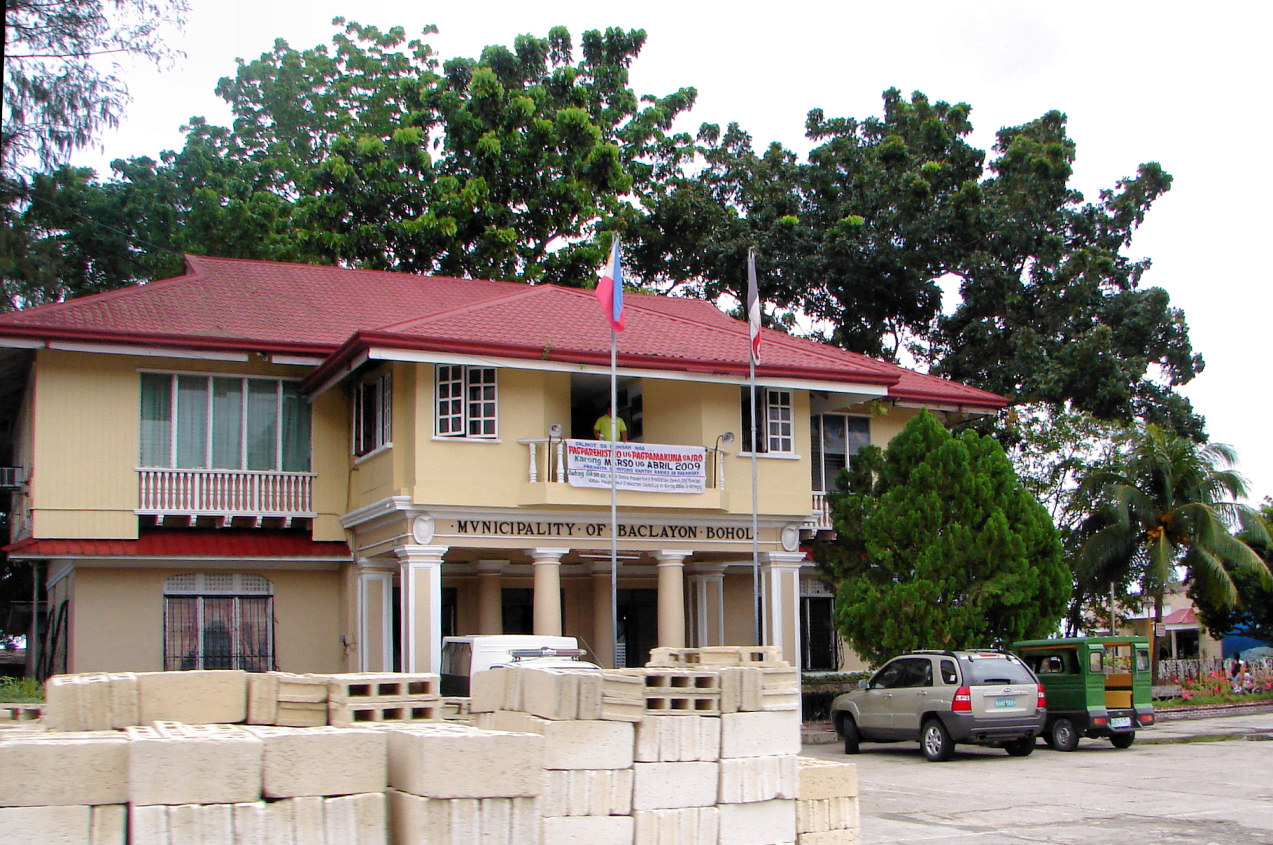
Hôtel de ville

Baclayon est une municipalité de la province de Bohol.
Elle compte  17 barangays :
| - Cambanac - Dasitam - Buenaventura - Guiwanon - Landican - Laya - Libertad - Montaña - Pamilacan | - Payahan - Poblacion - San Isidro - San Roque - San Vicente - Santa Cruz - Taguihon - Tanday |